# Листениус, Николаус
Николаус Листениус, Николай Листений (лат. Nicolaus Listenius, нем. Nikolaus Listenius; ок. 1510, Зальцведель — дата и место смерти неизвестны) — немецкий теоретик музыки.

## Биография и творчество
В 1531 году окончил Виттенбергский университет. В 1536 году преподавал (в Бранденбурге?) теорию композиции (на материале церковной музыки). В 1530-е годы, по-видимому, принял лютеранство (сохранился документ, осуждающий попытки Листения заменить католическую литургию протестантской).
В 1533 году опубликовал в Виттенберге учебник по элементарной теории музыки «Основы музыки», с предисловием протестантского теолога Иоганна Бугенхагена. Расширенное переиздание (в 1537 году, там же) этого труда под заголовком «Музыка» приобрело славу популярнейшего учебника музыки в Германии и Австрии, выдержав только в XVI веке более 50 перепечаток.
Труд Листения выходит далеко за рамки заявленной задачи (научить музыкантов пению «по правилу»). В дополнение к традиционным терминам musica theorica («теоретическая музыка»; музыкальная наука как дисциплина квадривия) и musica practica («практическая музыка»; прикладная/дидактическая теория музыки) ввёл новый термин musica poetica (буквально «творческая музыка», или «созидательная музыка»), под которым подразумевал учение о музыкальной композиции.
Историческая заслуга Листения в том, что он впервые обобщил концепцию музыкального произведения как артефакта композиторского творчества. Конечная цель творца по Листению — написать «исчерпанное и завершённое произведение» (opus consummatum et effectum), которое после смерти автора приобретёт статус «произведения совершенного и законченного» (opus perfectum et absolutum). Как считает Х. фон Лёш, «творческую музыку» Листения следует воспринимать в более широком контексте, а именно в русле специфического для протестантизма учения об отделении авторского произведения (нем. Hervorbringen) от практической деятельности (нем. Handeln) музыканта, не предполагающей зафиксированного на письме опуса.

## Рецепция
Концепция musica poetica и музыкального произведения Листения оказала большое влияние на немецкую науку. В XVI—XVIII веках её развивали Генрих Фабер (1550), Герман Финк (1548), Иоганн Оридрий (1557), Галл Дресслер (1564), Кириак Шнеегасс (1591), Зет Кальвизий (1592), Иоахим Бурмейстер (1601, 1606), Иоахим Тюрингский (1624), Иоганн Андреас Хербст (1643), Вольфганг Каспар Принц (1696), Иоганн Готфрид Вальтер (1708, 1732), Иоганн Маттезон (1739), Мейнрад Шписс (1745) и другие учёные музыканты.

## Сочинения
- Основы музыки (Rudimenta musicae in gratiam studiosae iuventutis diligenter comportata a M<agistro> Nicolao Listenio). Wittenberg: Georg Rhau, 1533 (репринты 1534—1540 годов).
- Музыка (Musica Nicolai Listenii ab authore denuo recognita, multisque novis regulis et exemplis adaucta). Wittenberg: Georg Rhau, 1537 (многочисленные репринты в 1538—1583 годах). Представляет собой исправленное и дополненное издание трактата «Основы музыки». Англ. перевод и комментарий выполнен А. Си (Albert Seay; Colorado Springs, 1975).